# Neopenthes
Neopenthes is een geslacht van kevers uit de familie  
kniptorren (Elateridae).
Het geslacht is voor het eerst wetenschappelijk beschreven in 1973 door Kishii.

## Soorten
Het geslacht omvat de volgende soorten:
- Neopenthes horishanus (Miwa, 1929)
- Neopenthes pallidihumeralis Kishii, 1973